# Route nationale 13 (Madagaskar)
Route nationale 13 (RN 13) is een nationale weg in Madagaskar van 493 kilometer. De weg loopt van Ihosy naar Tolagnaro waar de weg verdergaat als de RN 12. De weg doorkruist de regio's Ihorombe, Androy en Anosy.
De weg tussen Ihosy en Ambovombe is niet verhard. Tussen Ambovombe en Tolagnaro is de weg wel verhard maar verkeert in een mindere staat. 
Het was de bedoeling om het gedeelte tussen Ihosy en Ambovombe te verharden vanaf 2009 met financiële steun van de Europese Unie. Het project werd echter gestaakt nadat Andry Rajoelina de nieuwe president van Madagaskar werd tijdens de politieke crisis in 2009.

## Locaties langs de route
Van noord naar zuid:
- Ihosy - kruising met Route nationale 7
- Betroka
  - (kruising met rivier de Mangoky)
- Ianabinda
- Beraketa
- Antanimora Atsimo
- Ambovombe - kruising met Route nationale 10
- Amboasary Sud
  - kruising met rivier de Mandrare
  - Berenty-reservaat
  - Anonymeer
  - Italy Bay
- Ranopiso
- Manambaro
- Tolagnaro - gaat verder als Route nationale 12a